# Castell de Taià
Castell de Taià és un edifici de Serinyà (Pla de l'Estany) declarat bé cultural d'interès nacional. És un Castell termenat situat a la part alta d'un turonet, al sud-est del municipi de Serinyà, a l'indret on actualment hi ha el mas de can Parellà.

## Història
Aquest castell va tenir un cert protagonisme el 957 quan els propietaris, el prevere Vigila i el seu germà Trasoad van participar en la revolta nobiliària, liderada per un clergue anomenat Adalbert i promoguda pel comte Borrell II de Barcelona, contra el comte Guifré II de Besalú que morí en la lluita. Sunifred, comte de Cerdanya, i Miró Bonfill, germans del comte vençut, organitzaren un exèrcit de venjança que derrotà els revoltats. Els vencedors ocuparen els seus castells i béns, entre ells el castell de Taià. L'any 979, el comte de Besalú i bisbe de Girona, Miró III, el va donar al monestir de Sant Esteve de Banyoles. El terme del castell comprenia el de Serinyà i la parròquia d'Usall, del municipi de Porqueres. Més tard, al segle xii, consta com a possessió de la família Oliveres i al segle xiv era propietat dels Caselles.

## Arquitectura
les restes del castell es troben integrades actualment al mas de can Parellà. L'element més destacable és una torre d'època medieval de notable alçada, de planta rectangular, construïda amb carreus ben tallats. Junt a la torre hi ha restes d'un mur de carreus irregulars de pedra sorrenca, de 6 m de llargada i altura decreixent, que configuren una construcció rectangular en part ocupada per una cisterna moderna. Altres restes de murs posen en evidència un clos antic, avui totalment malmès. Adossat a la torre resta un arc rebaixat de dovelles, de notables dimensions.